# علی‌اکبر ترابی
علی‌اکبر ترابی (زادهٔ ۱۳۰۵ - درگذشت ۳۰ تیر ۱۳۹۵) استاد جامعه‌شناسی و نویسنده ایرانی بود.
ترابی دانش‌آموخته دانشگاه سوربن فرانسه در رشته فلسفه و جامعه‌شناسی بود که تا درجه علمی استادی در دانشگاه تبریز به آموزش جامعه‌شناسی پرداخت و در حوزه‌های گوناگون جامعه‌شناسی از جمله در حوزه‌های تخصصی جامعه‌شناسی ادبیات و هنر به نوشتن کتاب پرداخت. ترابی از نخستین ایرانیانی بود که در رشته جامعه‌شناسی در کشور فرانسه و از دانشگاه سوربن، دکترا در گرایش جامعه‌شناسی و فلسفهٔ علوم دریافت کرد. دانشگاه تبریز که در سال ۱۳۲۵ شروع به فعالیت کرده بود مقصد ترابی جوان پس از بازگشت به ایران بود. او به استخدام این دانشگاه درآمد و تا سال ۱۳۵۹ در دانشگاه تبریز سمت استادی داشت. کتاب «جامعه‌شناسی و دینامیسم اجتماع» او، جزو آثار معروف و پرخواننده در دههٔ ۱۳۵۰ شمسی است.

## آثار
- مبانی جامعه‌شناسی، انتشارات چهر تهران، ۱۳۴۱.
- فلسفه علوم، تهران، انتشارات امیر کبیر، ۱۳۴۷.
- درسنامه مردم‌شناسی.
- نظری به تاریخ ادیان (از ل‍ح‍اظ ف‍ل‍س‍ف‍ه، ج‍ام‍ع‍ه‍. ش‍ن‍اس‍ی، ت‍اری‍خ ادی‍ان و م‍ذاه‍ب).
- جامعه‌شناسی و دینامیسم اجتماع، انتشارات نوبل، تبریز (چاپ‌های مکرر).
- شناخت علمی جامعه.
- جامعه‌شناسی روستایی.
- جامعه‌شناسی تبلیغات.
- مکاتب جامعه‌شناسی معاصر.
- فلسفه سیاسی، نخستین خاستگاه نظری جامعه‌شناسی معاصر، دانشگاه تبریز، ۱۳۵۶.
- جامعه‌شناسی در ایران امروز، ۱۳۵۷.
- جامعه‌شناسی و ادبیات.
- جامعه‌شناسی ادبیات فارسی.
- جامعه‌شناسی هنر و ادبیات (مثلث هنر).
- مجموعه شعر «ائینالی، ائل دایاغی، تبریز گوٍنش یٌوردو)» ائینالی پشتوانه مردمم؛ شهر آفتاب تبریزم) ۱۳۶۴.